# Hiéroglyphe égyptien K4
Le hiéroglyphe égyptien' (oxyrhynque) est classifié dans la section K « Poissons et parties de poissons » de la liste de Gardiner ; il y est noté K4.

## Représentation
Il représente un oxyrhynque (Mormyrus kannume) aussi appelé medjed (en) en égyptien.
Il est translittéré ẖȝ. 

## Utilisation
| K4 · t · Z1 | K5 |

| K4 · t · Z1 | K5 |

d'où son utilisation en tant que phonogramme bilitère de valeur ẖȝ.

## Exemples de mots
| K4 · t · Aa2 |

| K4 · t · Aa2 |

| K4 | A | r · t · D3 | B1 |

| K4 | A | r · t · D3 | B1 |

| K4 | A | K4 | A | U33 | N4 |

| K4 | A | K4 | A | U33 | N4 |